# Награда Барбара Декс
Награда Барбара Декс је признање које су додељивали фанови а која се сваке године додељивала најгоре обученом такмичару на Песми Евровизије. Награду је креирао сајт фанова - The House of Eurovision 1997. године, који је награду додељивао све до затварања сајта 2016. године. Songfestival.be је додељивао награду од 2017. па надаље, мењајући њен критеријум у „најупечатљивији изглед“ 2019. године. Уочи такмичења за Песму Евровизије 2022, награду је наследила награда You're a Vision, која је имала за циљ да носи позитивнију конотацију.

## Историја
Награда Барбара Декс коју су креирали Едвин ван Тило и Роб Пардекам, оснивачи холандског сајта за обожаватеље Евровизије The House of Eurovision, 1997.  Име је добила по белгијској певачици Барбари Декс, која је представљала Белгију на Песми Евровизије 1993. носећи самостално направљену, полупровидну хаљину, коју је Вилијам Ли Адамс из Wiwibloggs описао како „изгледа као абажур." Награда Барбара Декс је првобитно додељивана најгоре обученим такмичарима. Учесница Малте за Песму Евровизије 1997, Деби Шери, била је прва добитница. Након две године интерног одлучивања о примаоцу, The House of Eurovision је отворила награду за јавно гласање 1999.
The House of Eurovision се затворила након Песме Евровизије 2016. и пребацила је награду Барбара Декс белгијском сајту Songfestival.be и његовом оснивачу Јасперу ван Бизену. Ван Бизен се надао да ће ова транзиција проширити домет награде. Почевши од такмичења за Песму Евровизије 2019. године, критеријум за доделу је промењен у „најистакнутији оутфит“, или „најупечатљивији изглед“ за Евровизију 2021. Songfestival.be напомиње да „ова награда за најупечатљивију одећу нема намеру да каже шта је ружно, а шта није и не жели да такмичење пласира у лошем светлу“.
Songfestival.be је 13. марта 2022. објавио да ће укинути награду Барбара Декс, наводећи негативну конотацију која је повезана са тим. Уместо тога, веб-сајт би организовао нову, заменску награду за најупечатљивију одећу. Након онлајн гласања, Songfestival.be је 29. априла објавио да ће нова награда бити названа "награда You're a Vision", додајући да ће ново име служити за промоцију креативности, различитости и позитивности на евровизијској сцени. Учесник аустралијског такмичења за Песму Евровизије 2022, Шелдон Рајли, био је први добитник нове награде.

## Пријем
У интервјуу за ESCToday у јануару 2006, Декс је изјавила да "нема ничег лошег" у вези награде Барбара Декс. Анкета Wiwibloggs из 2015. показала је да се Гилдо Хорн, немачки извођач на Евровизији 1998, сматра најгоре обученим од претходних добитника награде.

## Добитници награда
House of Eurovision
Милан Станковић је освојио ову награду 2010. године; певао је композицију "Ово је Балкан". "Моје три" су освојиле ову награду 2013. године изводећи композицију "Љубав је свуда".
Songfestival.be
| Година | Држава             | Уметник        | Песма          | Место | Другопласирани | Треће место | Ref(s). |
| ------ | ------------------ | -------------- | -------------- | ----- | -------------- | ----------- | ------- |
| 2017   | Црна Гора          | Славко Калезић | Space          | 16    | Летонија       | Чешка       | [ 15 ]  |
| 2018   | Северна Македонија | Eye Cue        | Lost and found | 18    | Аустралија     | Белгија     | [ 16 ]  |
| 2019   | Португалија        | Conan Osiris   | Telemovies     | 15    | Кипар          | Белорусија  | [ 17 ]  |
| 2021   | Норвешка           | Тиx            | Fallen Angel   | 18    | Румунија       | Хрватска    | [ 18 ]  |

### По земљама
| Победе | Држава             | Године     |
| ------ | ------------------ | ---------- |
| 2      | Северна Македонија | 2005, 2018 |
| 2      | Португалија        | 2006, 2019 |
| 2      | Србија             | 2010, 2013 |
| 1      | Албанија           | 2012       |
| 1      | Андора             | 2008       |
| 1      | Белгија            | 2000       |
| 1      | Хрватска           | 2016       |
| 1      | Грузија            | 2011       |
| 1      | Немачка            | 1998       |
| 1      | Грчка              | 2002       |
| 1      | Мађарска           | 2009       |
| 1      | Литванија          | 2014       |
| 1      | Малта              | 1997       |
| 1      | Црна Гора          | 2017       |
| 1      | Холандија          | 2015       |
| 1      | Норвешка           | 2021       |
| 1      | Пољска             | 2001       |
| 1      | Румунија           | 2004       |
| 1      | Русија             | 2003       |
| 1      | Шпанија            | 1999       |
| 1      | Украјина           | 2007       |